# Tribelon

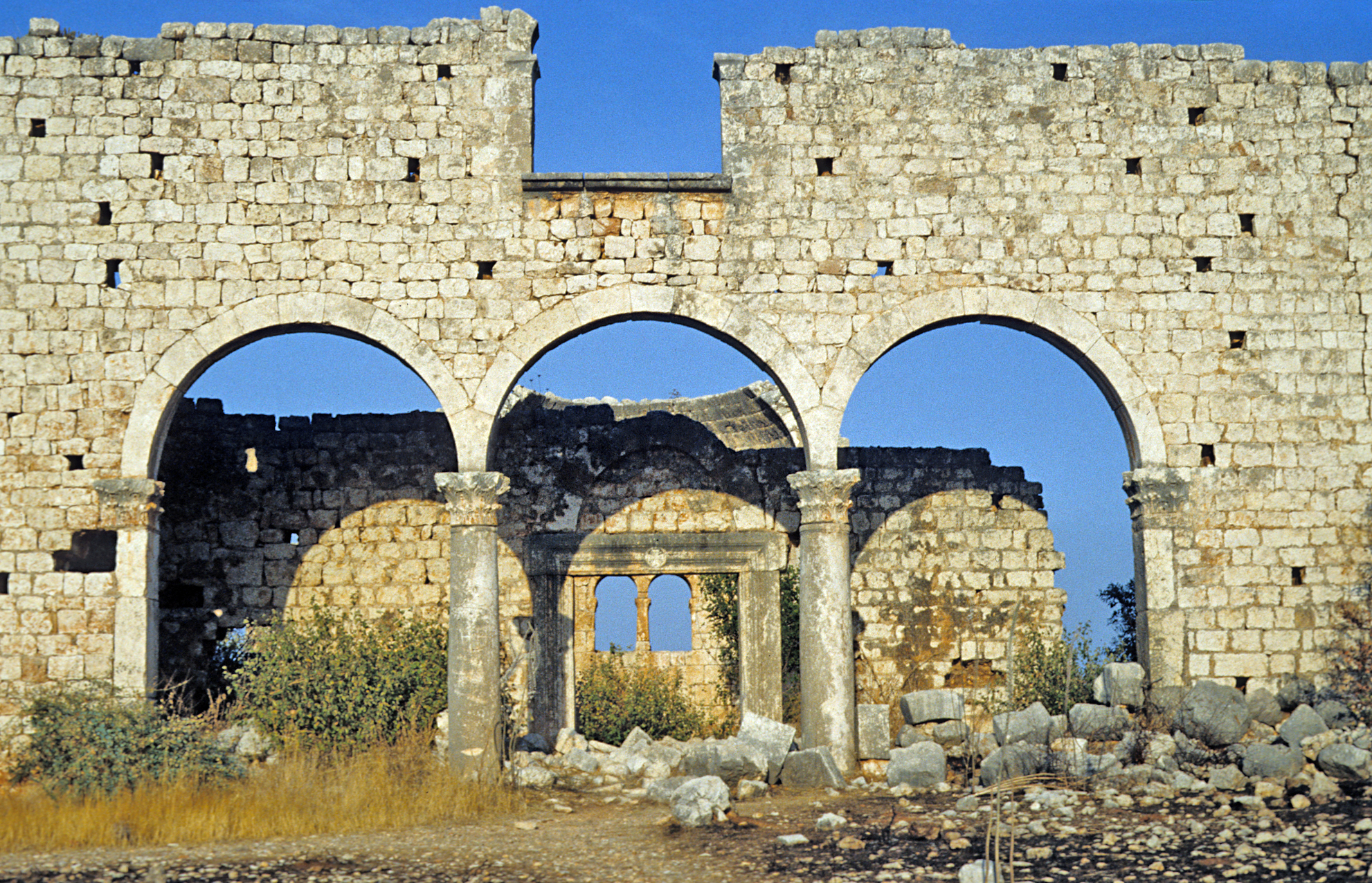
Tribelon a Kanytelleis

Il tribelon è una sequenza di tre archi adiacenti e consecutivi, che fungono da apertura, sostenuti da colonne o da pilastri in comune. È un elemento ricorrente nell'architettura paleobizantina e lo si trova impiegato per dividere il nartece dalla basilica.